# Chacobo
Das Chácobo ist eine indigene Sprache, die im bolivianischen Departamento Beni von etwa tausend Personen gesprochen wird. Wegen der geringen Sprecherzahl wird das Chacobo als gefährdet eingestuft.
Das Chácobo gehört zu den Pano-Takana-Sprachen.
Die bolivianische Verfassung von 2009 erkennt das Chácobo als eine offizielle Sprache an.

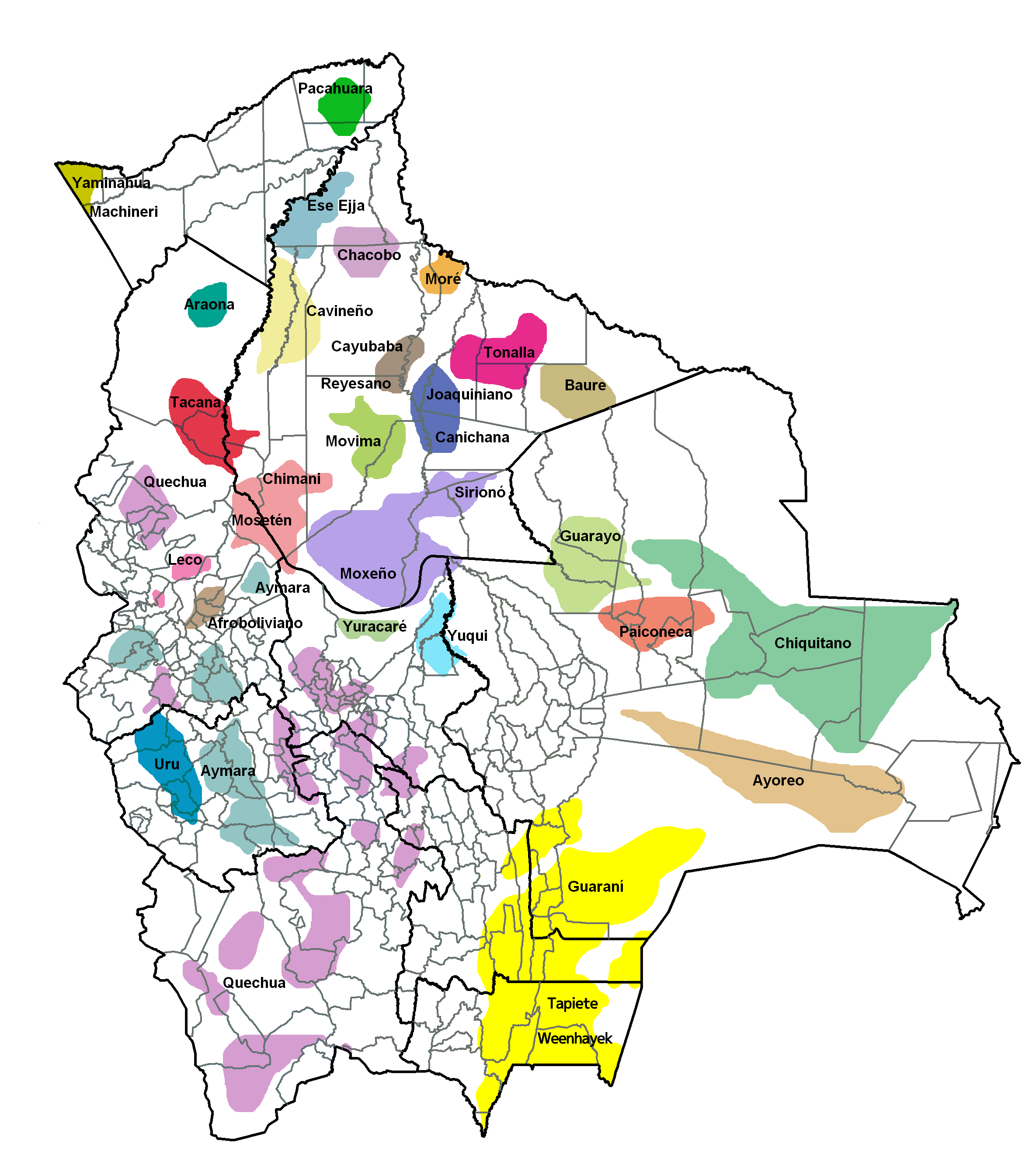

## Aktuelle Situation
Das von den Chácobo bewohnte Gebiet gehört zur Moxos-Ebene. Die Angehörigen der Ethnie wohnen über ein relativ großes Gebiet zwischen dem Río Beni und dem Río Mamoré südlich von Riberalta verstreut. Sie siedeln in zahlreichen kleinen Siedlungen, deren größte wenige Hundert Einwohner hat. Sie leben vorwiegend von traditioneller Landwirtschaft, Jagd und Fischfang.
Im Gegensatz zu den Sprachen der meisten anderen Ethnien des Gebiets wird das Chácobo noch von praktisch allen Bewohnern des Siedlungsgebiets gesprochen. Kinder erlernen es meist als Erstsprache und erwerben Spanischkenntnisse in der Schule.